# Paraxymyiidae
Paraxymyiidae zijn een uitgestorven familie uit de orde van de tweevleugeligen (Diptera), onderorde muggen (Nematocera). 

## Taxonomie
De volgende taxa worden bij de familie ingedeeld:
- Onderfamilie Eomycteophilinae Ansorge, 1996[2]
  - Geslacht Complecia Blagoderov, 1999[3]
    - Complecia clara Blagoderov, 1999[3]

  - Geslacht Eomycetophila Kovalev, 1990[4]
    - Eomycetophila asymmetrica Kovalev, 1990[4]
- Onderfamilie Paraxymyiinae
  - Geslacht Arcus Hong, 1983[5]
    - Arcus beipiaoensis Hong, 1983[5]

  - Geslacht Paraxymyia Rohdendorf, 1946[1]
    - Paraxymyia bianguliradia Blagoderov, 1999[3]
    - Paraxymyia mongolica Blagoderov, 1999[3]
    - Paraximyia quadriradialis Rohdendorf, 1946[1]

  - Geslacht Paraplecia Hong, 1983[5]
    - Paraplecia ovata Hong, 1983[5]

  - Geslacht Veriplecia Blagoderov, 1999[3]
    - Veriplecia handlirschi Blagoderov, 1999[3]
    - Veriplecia rugosa Blagoderov & Grimaldi, 2007[6]

  - Geslacht Virginiptera Blagoderov & Grimaldi, 2007[6]
    - Virginiptera certa Blagoderov & Grimaldi, 2007[6]
    - Virginiptera lativentra Blagoderov & Grimaldi, 2007[6]
    - Virginiptera similis Blagoderov & Grimaldi, 2007[6]